# Nathan Van Hooydonck
Nathan Van Hooydonck, nascido a 12 de outubro de 1995 em Gooreind, é um ciclista profissional belga que atualmente corre para a equipa CCC Team.

## Palmarés
2016
- 1 etapa da Ronde de l'Oise

## Resultados nas Grandes Voltas
| Carreira        | 2017 | 2018 | 2019 |
| --------------- | ---- | ---- | ---- |
| Giro d'Italia   | -    | -    | -    |
| Tour de France  | -    | -    | -    |
| Volta a Espanha | -    | -    |      |

-: não participa 

Ab.: abandono 